# Viscount (Adelstitel)

Heraldische Rangkrone eines Viscount

Rangkrone des 6. Viscount Clifden, die er 1902 bei der Krönung Eduards VII. trug

Viscount (/ˈvaɪkaʊnt/ ) ist ein britischer Adelstitel, der dem französischen Vicomte entspricht. Der Titel ist der vierthöchste Adelsrang innerhalb der Peerage und rangiert zwischen dem Earl und dem Baron. Die weibliche Form zu Viscount ist „Viscountess“.
Etymologisch leitet sich der Begriff vom altfranzösischen viscomte (modernes französisch: vicomte) ab, der sich wiederum vom mittellateinischen vicecomes ableitet, und bedeutet so viel wie „Vize-Graf“, d. h. Stellvertreter des Grafen. In Frankreich waren mit dem Amt des Viscomte zunächst Aufgaben der Rechtsprechung, Verwaltung und wirtschaftlichen Nutzung der gräflichen Domäne verbunden. Das Amt wurde dort ab dem 10. Jahrhundert teils erblich, wurde nach und nach mit unmittelbarer Gewalt über ein Lehen verbunden und entwickelte sich schließlich zu einer Adelswürde. Das Amt war im 11. Jahrhundert auch im Herzogtum Normandie verbreitet. Im Rahmen der normannischen Eroberung Englands brachten die Normannen die Amtsbezeichnung auch nach England und verwendeten sie zunächst als Synonym für das dort verbreitete und im Wesentlichen gleichbedeutende nicht-adlige Amt des Sheriffs. Im deutschsprachigen Raum entspricht das Amt dem des Burggrafen, welches sich nie zu einer Adelswürde entwickelt hat.
Als Peerswürde wurde der Titel eines Viscount im Königreich England erst am 12. Januar 1440 eingeführt, als König Heinrich VI. von England John Beaumont, 6. Baron Beaumont zum Viscount Beaumont erhob. Im Königreich Irland wurde erstmals am 7. August 1478 der Titel Viscount Gormanston, im Königreich Schottland erstmals am 18. März 1606 der Titel Viscount of Fentoun geschaffen. Der älteste noch bestehende Viscounttitel ist der vorgenannte Viscount Gormanston. Die erste Verleihung eines Viscounttitels an eine Frau erfolgte 1623, als Elizabeth Finch zur Viscountess Maidstone erhoben wurde.
Über alle Peerages (Peerage of England, Scotland, Ireland, Great Britain und the United Kingdom) wurden im Laufe der Geschichte ca. 800 Viscounttitel verliehen, von denen ca. 308 heute noch existieren. Die meisten dieser Viscounttitel sind höheren Titeln nachgeordnet. Häufig werden Viscounttitel zusammen mit Earlstiteln verliehen und als Höflichkeitstitel vom Heir Apparent des jeweiligen Earls geführt, so beispielsweise auch bei den letzten beiden Verleihungen eines Viscounttitels am 24. Februar 1984 an den Politiker Harold Macmillan als Earl of Stockton und Viscount Macmillan of Ovenden, und am 19. Juni 1999 an Prinz Edward als Earl of Wessex und Viscount Severn.
Der Viscounttitel ist heute eine reine Standesauszeichnung ohne besondere Amtsfunktionen. Viscounts werden mit dem Zusatz „The Right Honourable“ angeschrieben (styled) und als „My Lord“ angesprochen (adressed). Die Rangkrone eines Viscounts wurde von König Jakob I. gewährt und besteht aus einem goldenen Stirnreif, der mit sechzehn silbernen Kugeln (sog. „Perlen“) besetzt ist. Die Mütze und das Futter sind, wenn sie getragen werden, die gleichen wie bei den anderen Peers. Der Parlamentsmantel ist scharlachrot und hat einen zweieinhalbfachen Hermelinbesatz.